# بخش چاپشلو
بخش چاپُشلو یکی از بخش‌های شهرستان درگز در استان خراسان رضوی ایران است.
اهالی این شهر  از ایل قره باشلو و به زبان ترکی صحبت میکنند.
اکثریت مردم این شهر به کشاورزی،دامداری مشغول هستند.از محصولات آنها میتوان میوه هایی همچون انگور،توت،گردو بادام را نام برد.
میرزا علی  خان حجی یان از نوادگان میرزا ال حجی ساکن این شهر می باشد.

## تقسیمات کشوری
بخش چاپشلو به مرکزیت چاپشلو در سال ۱۳۲۸ تأسیس شده و دارای دو دهستان و یک شهر می‌باشد:
- دهستان قره‌باشلو
- دهستان میانکوه
- شهرها: چاپشلو

## جمعیت
بنابر سرشماری مرکز آمار ایران، جمعیت بخش چاپشلو شهرستان درگز در سال ۱۳۸۵ برابر با ۱۲۱۰۳ نفر بوده‌است. جمعیت این بخش در سال ۱۳۹۰ به ۱۱٬۱۰۷ نفر رسیده‌است.